# Hockey Club Asiago 1997-1998
Questa pagina contiene i dati relativi alla stagione hockeystica 1997-1998 della società di hockey su ghiaccio HC Asiago.

## Campionato
- Piazzamento: 5° in serie A1.

## Roster
- Frank Pietrangelo
- Gianfranco Basso
- Jean Baptiste Dell'Olio
- Mario Simioni
- Michael Kelleher
- Igor Alberti
- Marco Mosele
- Roberto Cantele
- Kent Salfi
- Stefano Frigo
- Cristiano Sartori
- Maurizio Schivo
- Michele Strazzabosco
- Giampiero Longhini
- Riccardo Mosele
- Kevin Miehm
- Franco Vellar
- Valentino Vellar
- Luca Rigoni
- Gianluca Schivo
- Jason Trinetti
- John Wynne
- Jason Elders
- Sandro Pisani
- Frederic Wynne
- Joe Ciccarello
- Gino Pulente

### Allenatore
Bruno Baseotto